# 柏津県
柏肆県（はくし-けん、中: 柏肆縣）は中国にかつて存在した県。現在の中華人民共和国河北省石家荘市藁城区北部に位置する。
596年（開皇6年）、隋朝により設置された。621年（武徳4年）、唐朝により廃止されている。